# Ipeľské Predmostie
Ipeľské Predmostie és un poble i municipi d'Eslovàquia. Es troba a la regió de Banská Bystrica.

## Història
La primera menció escrita de la vila es remunta al 1252.

## Demografia
| Godina             | 1994 | 2004   | 2014   | 2024    |
| ------------------ | ---- | ------ | ------ | ------- |
| Nombre de persones | 689  | 635    | 633    | 547     |
| Diferència         |      | −7,83% | −0,31% | −13,58% |

| Godina             | 2023 | 2024   |
| ------------------ | ---- | ------ |
| Nombre de persones | 553  | 547    |
| Diferència         |      | −1,08% |